# Gabriel Nicolas de La Reynie
Gabriel Nicolas de La Reynie (Limoges, 1625 - Parijs, 14 juni 1709) was de eerste luitenant-generaal van de Franse politie.

## Biografie
Gabriel Nicoloas de La Reynie werd in 1625 geboren in een arme familie, maar hij wist in 1645 een goed huwelijk te sluiten en nam de naam La Reynie aan. Hij verkreeg bij dit huwelijk ook een kleine heerlijkheid die hem 200 Franse ponden per jaar opleverde. Drie jaar na hun huwelijk overleed zijn vrouw en ging hij vervolgens als magistraat aan de slag in Angoulême en werd vervolgens voorzitter van het hof van Bordeaux. La Reynie kwam daarna in dienst van Jean Louis de Nogaret de La Valette voor wie hij als intendant in Guyenne werkte. La Valette introduceerde hem ook aan het hof van Lodewijk XIV van Frankrijk.
In 1661 kocht hij voor een bedrag 320.000 pond de titel van maître des requêtes in het Counseil du Roi. Zes jaar later ontvouwde minister Jean-Baptiste Colbert plannen voor de verbetering van de openbare veiligheid en hierbij werd de nieuwe positie gecreëerd van luitenant-generaal van de politie. In maart van dat jaar werd La Reynie in die positie door de koning benoemd en hij zou deze functie behouden tot 1697. Onder zijn leiding werden de vier voormalige groepen van orderhandhavers van Parijs gereorganiseerd. La Reynie was ook verantwoordelijk voor het uitvoeren van de bevelen in de Lettres de cachets. Toen de Gifaffaire rondom het koninklijk hof speelde was hij ook als rechter en aanklager. Daarnaast was hij ook verantwoordelijk voor de straatverlichting van Parijs dat er mede voor zorgde dat de straten veiliger werden.
La Reynie ging vanaf 1680 ook deel uitmaken van de staatsraad en in 1697 werd hij als luitenant-generaal opgevolgd door markies van Argenson. La Reynie onderhield in zijn huis een grote bibliotheek in Griekse en Latijnse manuscripten.
- Bibliothèque nationale de France: cb12202821f (data)
- Gemeinsame Normdatei: 119038595
- International Standard Name Identifier: 0000 0000 2831 343X
- Library of Congress Control Number: n91044501
- Nationale Bibliotheek van Israël: 987007442051605171
- Nederlandse Thesaurus van Auteursnamen: 094936447
- Système universitaire de documentation: 030655366
- Virtual International Authority File: 17270543
- WorldCat: E39PBJpyqGXcbrFyd4yt9hqWjC